# Однополый брак

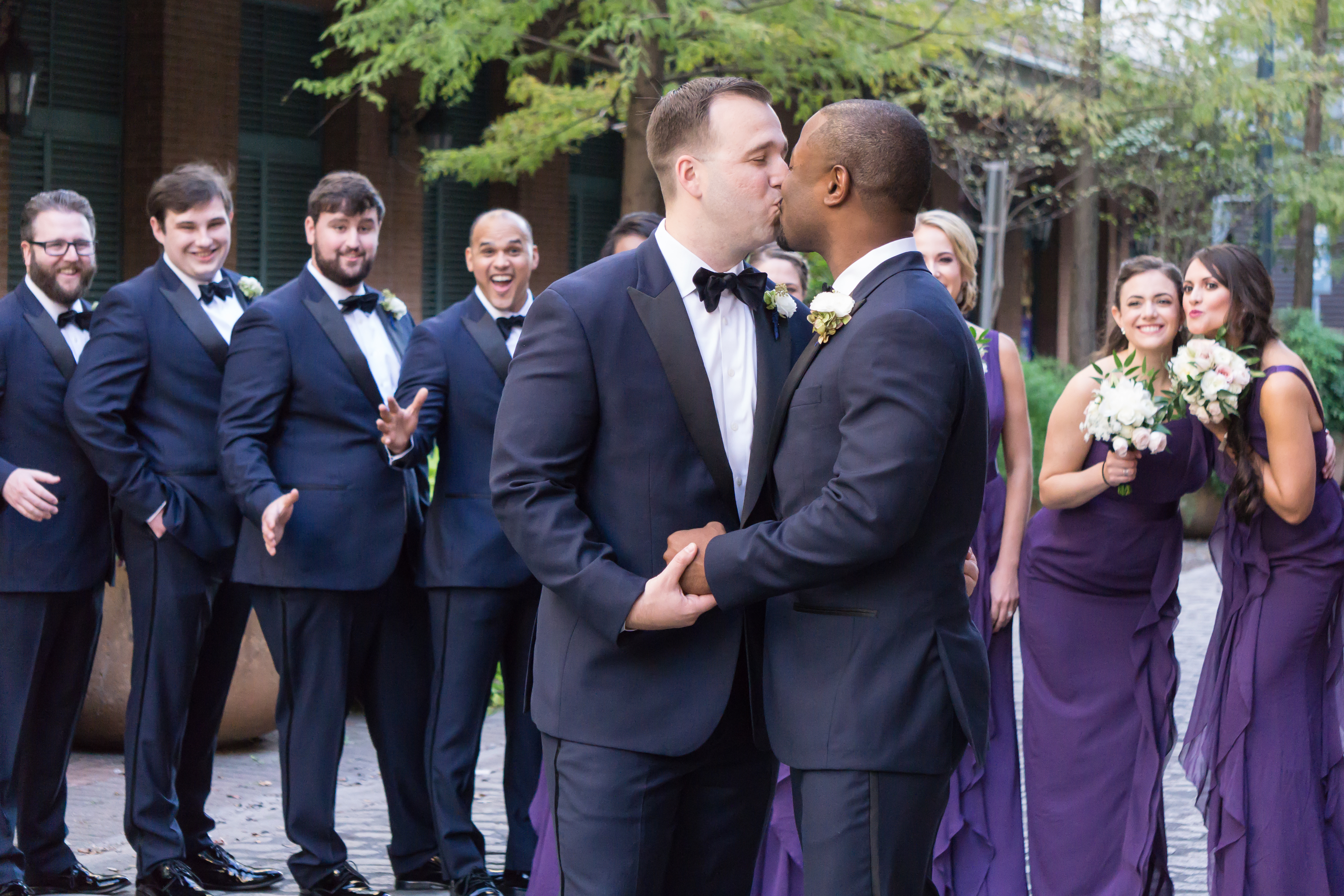
Однополая свадьба.
США. 2017 г.

Однопо́лый брак — брак между людьми одного пола. Аналогично разнополым парам, вступившие в такой союз люди в качестве супругов и близких родственников приобретают целый ряд прав и обязанностей по отношению друг к другу.
Идея о возможности брака между двумя людьми одного пола стала широко обсуждаться в западном обществе во второй половине XX века на фоне либерализации отношения общества к гомосексуальным людям. Хотя такие союзы имеют более давнюю историю. Дискуссии о доступе однополых пар к институту брака до сих пор носят острый характер.
В ряде государств эти дебаты привели к признанию таких союзов. На данный момент 38 стран мира, общее население которых составляет около полутора миллиардов человек, узаконили доступ однополых пар к браку. Целый ряд других государств создали альтернативные институты признания семейных прав однополых пар. Кроме того, права однополых пар признаны на уровне Европейского союза (в том числе в отношении тех членов ЕС, в которых нет никакого признания прав однополых пар).

## Понятие и терминология
Некоторые противники однополых браков считают, что с их признанием создаётся новый социальный институт, параллельный «традиционному браку». Их оппоненты говорят о том, что узаконивание семейного положения однополых пар является расширением понятия брака и более справедливой его формулировкой. Данные представления отражаются и в языке. Так, в прессе, настроенной отрицательно по отношению к однополым бракам, слово «брак» применительно к ним нередко заключается в кавычки. С другой стороны, некоторые сторонники легализации таковых союзов на государственном уровне стремятся не употреблять словосочетания «однополый брак» (англ. same-sex marriage) и «гей-брак» (англ. gay marriage), поскольку они могут создать ложное впечатление о создании какого-то специального брака для негетеросексуальных людей, в то время как имеется в виду открытие доступа однополым парам к уже существующему институту брачных союзов. Такие высказывающиеся стремятся использовать термины «брак для всех» (фр. mariage pour tous), «брачное равноправие» (англ. marriage equality), «равный брак» (англ. equal marriage), «гендерно-нейтральный брак» (фин. sukupuolineutraalista avioliitosta). Данные представления также нашли своё отражение и в законах, легализующих однополые браки. Например, во Франции они имеют название «Об открытии брака для однополых пар» (фр. Loi ouvrant le mariage aux couples de personnes de même sexe ), в ряде американских штатов — «Закон о брачном равноправии» (англ. Marriage Equality Act).
Кроме того, в XXI веке во многих авторитетных словарях в определении слова «брак» исчезла дифференциация по полу и гендерной идентичности или было добавлено упоминание однополых союзов. Такие изменения произошли, например, в 2000 году в «Словаре американского наследия английского языка», в 2001 году в Оксфордском словаре английского языка, в 2003 году в Словаре Уэбстера, в 2012 году в словарём Королевской академии испанского языка, в 2013 году во французском словаре «Le Petit Robert».

## Правовые последствия брака
Заключение брака приводит к тому, что вступившие в него люди в качестве супругов и близких родственников приобретают целый ряд прав и обязанностей по отношению друг к другу. Хотя набор таких прав несколько различается в разных странах, их совокупность можно условно разделить на неимущественные, имущественные и права, связанные с детьми в данной семье. К неимущественным отношениям относятся, например, право посещения в больнице, право принятия медицинского решения в отношении недееспособного супруга, право распоряжаться телом и вопросами захоронения в случае его смерти, право не свидетельствовать против супруга в суде и т. д. К имущественным правам относится право вступать в совместные сделки, иметь совместное имущество, право на совместное медицинское и социальное страхование, право получать пенсию по случаю потери кормильца, право на проживание в жилом помещении умершего партнёра, право на наследование имущества, право на освобождение от налога на наследство, право на алименты и т. д. Что касается проживающих в семье детей, то непризнанный законом родитель не имеет права на отпуск по уходу за ребёнком в случае тяжёлой его болезни, не может заменить второго родителя в случае болезни или отъезда того и т. д. В отношении не родственных людей такие правовые взаимодействия требуют заключения сложных юридических документов, и даже в этом случае не все вопросы могут быть отрегулированы.

## История

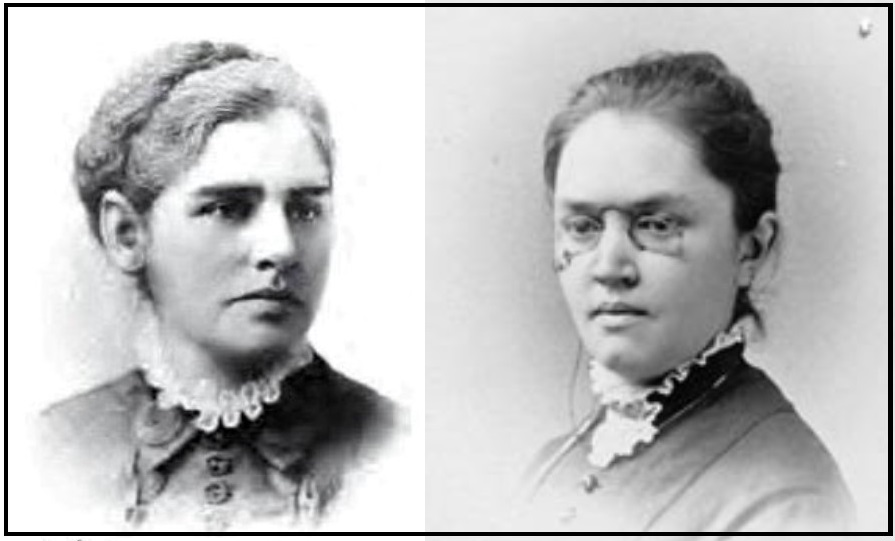
Кэтрин Ли Бейтс и Коман, Кэтрин Эллис прожили в «бостонском браке» 25 лет.

Изучавшие историю института семьи учёные, например, такие классики как Иоганн Якоб Бахофен, Льюис Генри Морган, Эдвард Вестермарк в своих работах указывают, что понятие «брак» очень сильно различалось в разное время в разных обществах. Брак мог быть фактическим, временным, церковным, посмертным, полигамным и так далее. Исследователи также отмечают, что те культуры, которые терпимо относились к гомосексуальным отношениям, обычно имели социальные институты однополого партнёрства.

### Средние века
Сохранились исторические свидетельства о попытках заключения брака в Средние века. Например, в 1497 году 22-летний аптекарь Карло ди Берардо д’Антонио был изгнан из Флоренции за то, что жил с красильщиком Микеле ди Бруно да Прулли. Из его показаний следовало, что ранее они имитировали в церкви обряд венчания друг с другом. В Риме в 1578 году группа португальских мужчин была сожжена на костре за попытку проведения церемонии заключения брака между их друзьями Гаспаро и Джосеффе.

### Новое время

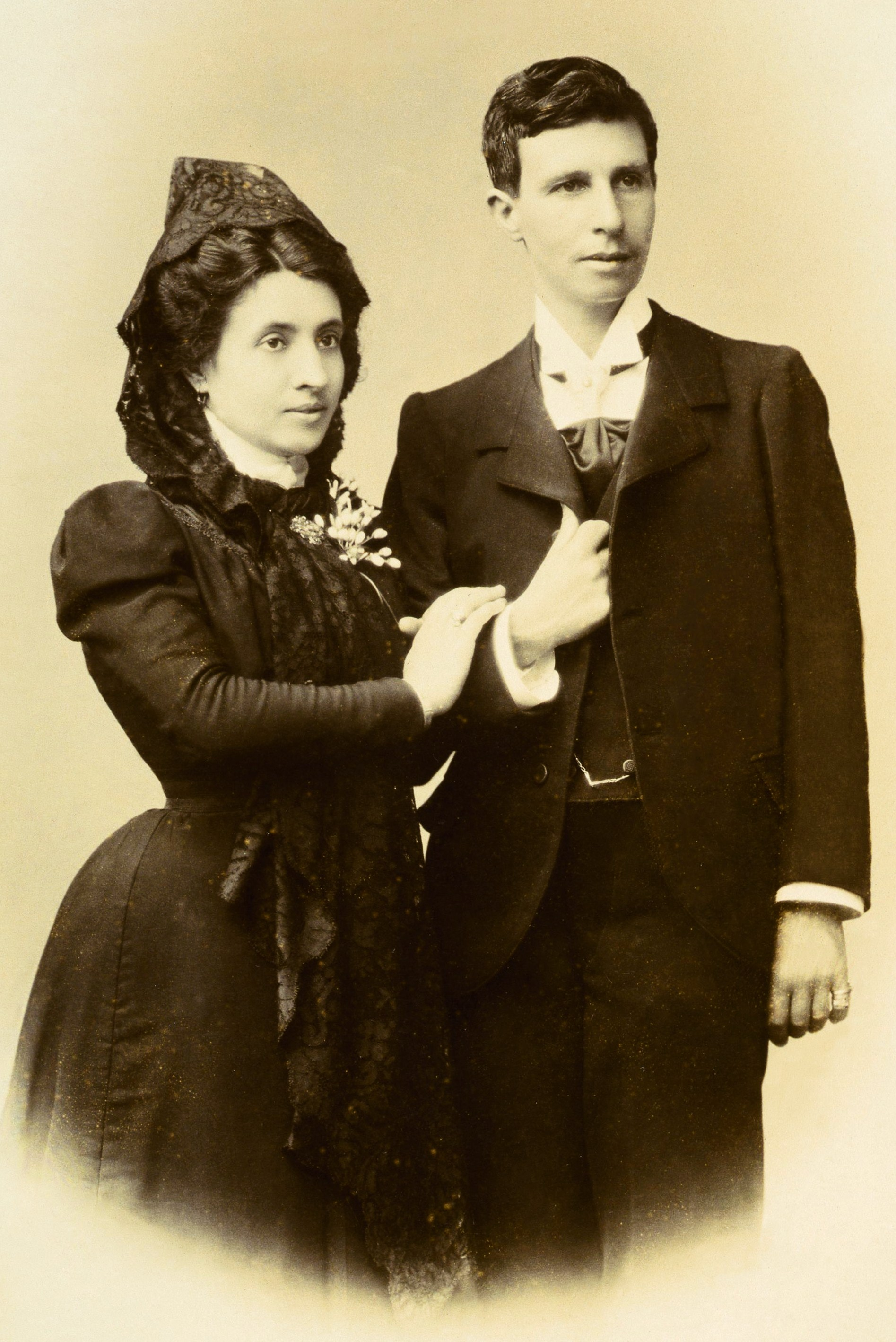
Марсела и Элиза (справа) после свадьбы

Начиная с XVI века историками зафиксирована в Европе практика «мужей-женщин», когда одна из двух женщин переодевалась мужчиной и они открыто жили вместе как муж и жена, часто даже оформляя свой брак. Так поступили, например, голландки Корнелия Геррице ван Брейгель и Элизабет Болейн, которые в 1680-е годах обвенчались в церкви в Амстердаме. Их секрет раскрылся спустя годы, когда Корнелия устала носить мужскую одежду. Свидетельства заключения подобных браков в значительном количестве зафиксированы и в Англии в XVIII веке.
В конце XVIII века в западном мире появилась идея «романтической женской дружбы», в виду чего тесные долгосрочные отношения между подругами-компаньонками стали восприниматься обществом как приемлемые. Довольно часто за этим скрывались лесбийские связи. Иногда такие женщины делали попытки заключить брак. Например, 30 марта 1834 года английские дворянки Анна Листер и Энн Уокер в йоркской церкви Святой Троицы получили благословение на заключение тайного брака. Женщины сохранили секрет до конца своей жизни. Данный факт стал известен много позже благодаря расшифровке дневников Анны Листер. В Новой Англии в конце XIX века возник схожий с «романтической дружбой» институт «бостонского брака», объединявшего женщин, стремящихся к финансовой независимости и карьере. Нередко это был также и романтический союз, хотя для общества того времени это не было очевидно.
В начале XX века вскрытие факта однополого брака могло иметь разные последствия. Так, испанские учительницы Элиза Санчес Лорига и Марсела Грасия Ибеас заключили брак 8 июня 1901 года в церкви Святого Георгия в Ла-Корунье. Свадьба стала возможной благодаря тому, что одна из девушек переоделась мужчиной. Из-за доноса соседей обман раскрылся и случай получил широкую огласку, в результате чего супруги были вынуждены скрываться от властей, хотя их брак так никто и не аннулировал. С другой стороны, в начале 1920-х годов в Советской России некая Евгения Фёдоровна М., выдавая себя за мужчину и подделав мужские документы, заключила брак со своей возлюбленной С. в Ленинграде. Вскоре власти раскрыли обман и возбудили против женщин дело, обвинив их в «преступлении „против природы“». Судебный процесс получил широкую огласку. Однако в суде дело развалилось и Народный комиссариат юстиции постановил считать брак «законным, как заключённый по обоюдному согласию». Пара осталась жить вместе, Евгения даже смогла усыновить ребёнка супруги.
Идея о возможности брака между двумя людьми одного пола была впервые публично высказана немецким юристом и «отцом-основателем гей-движения» Карлом Генрихом Ульрихсом примерно в 1865 году. В опубликованном «Уставе Уранической федерации» он продолжал развивать свою теорию уранизма (первая научная теория гомосексуальности) и среди прочего писал о признании «уранических браков».

### Ритуализированное побратимство
Некоторые историки утверждают, что однополые союзы имели признание и в средневековой Европе. Так, профессор Йельского университета Джон Босуэлл, изучив более 60 рукописей периода с VIII по XVI века, заявил, что церковь (как на западе, так и на востоке) уже в раннее Средневековье знала обряды освящения однополых (обычно мужских) союзов — таких, как адельфопоэзис. Подобный ритуал часто напоминал венчание и предусматривал использование горящих свеч, обвязывание и возлагание на Евангелие рук, покрытие голов участников церемонии столой, чтение молитвы «Отче наш», причастие, поцелуи и обвод вокруг алтаря. Учёный полагал, что церемония освящала «несомненно добровольный и чувственный союз двух лиц», который мог носить и гомосексуальный характер. Другие историки также находили аналогичные обряды по всей Европе. Например, в позднем Средневековье во Франции была распространена практика братания (affrèrement): двое неродственных мужчин брали обязательство жить вместе, разделяя «один хлеб, одно вино и один кошелёк». Впрочем, сколько-нибудь широкого признания в научной среде трактовки таких союзов как брачных не получили.
В качестве другого примера общественного признания однополых отношений некоторые исследователи называют мателотаж у пиратов в XVII—XVIII веках. Согласно такому союзу (порой заключавшемуся в торжественной обстановке) пара имела общее имущество, которое наследовал переживший партнёр. При этом историки подчёркивают, что точное значение подобных союзов остаётся неясным. Данные побратимства являлись ритуализированной формой мужской дружбы, хотя на практике это не исключало и гомосексуальные отношения в такой паре.

### Вторая половина XX века
Широкая общественная дискуссия вокруг признания однополых браков началась в западном обществе во второй половине XX века. Этому способствовали глубокие социальные изменения 1960-х годов, либерализация общественного мнения относительно однополых отношений, отмена преследовавших ЛГБТ-людей уголовных законов, депатологизация гомосексуальности и становление правозащитного ЛГБТ-движения.
Не прошло и года после Стоунволлских бунтов, давших новый толчок борьбе гомосексуальных людей за свои права, как в 1970 году в Миннесоте два студента-юриста Ричард Джон Бейкер и Джеймс Майкл Макконнелл подали в суд на власти, отказавшие им в заключении брака. Дело «Бейкер против Нельсона» дошло до Верховного суда США, который в 1972 году не признал право двоих лиц одного пола на заключение брака. В это же время «Альянс гей-активистов» организовал в Нью-Йорке кампанию за открытие однополым парам доступа к браку. Подобные попытки были приняты и в других штатах США, а некоторые даже имели успех. В 1973 году лесбиянки Айно Нильсен и Вальборг Клинтхольм попытались заключить брак в Дании, что вызвало большой общественный резонанс в стране.
Хотя тема брачного равноправия не была основной в то время для гей-движения, однако она имела свои последствия. В 1973 году штат Мэриленд впервые в истории запретил браки между людьми одного пола. А в 1975 году Нидерланды начали признавать некоторые семейные права фактически живущих вместе однополых пар, в 1979 году это положение закрепил специальный закон. В 1984 году университетский город Беркли (Калифорния, США) впервые в мире принял закон о «домашних партнёрствах» для однополых семей.
Свою роль в осмыслении обществом необходимости узаконивания однополых семей сыграла эпидемия ВИЧ в 1980-х годах. Она сделала видимыми тысячи геев, которые до того скрывались от общества, но стали заметны, когда начали погибать от болезни совсем молодыми. И это вызывало сочувствие к ним у многих сторонних людей. По словам историка Майкла Клэрмана: «В годы эпидемии однополое партнёрство не было ещё юридически узаконено, и именно это стало для многих источником страданий. Больные не могли пользоваться медицинской страховкой партнёров (как могли бы, если бы были супругами). Партнёрам не разрешали посещать больных, не давали им увидеться и не пускали на похороны. У них отбирали детей. Эти трагедии попадали в газеты, и американцы невольно оказались вовлечены в чужое горе. Это сильно изменило социальный климат в стране».

### С конца XX века
В конце 1980-х — начале 1990-х годов началась новая волна общественного движения за признание права лиц одного пола на брак.
Первой страной в мире, введшей институт регистрируемых «гражданских партнёрств», стала Дания в 1989 году. Это наделяло оформивших такой союз людей многими правами, вытекавшими из брака. Первой парой, зарегистрировавшей свои отношения согласно новому закону, стали Аксель и Эйгил Аксгил. На момент свадьбы женихам было 74 года и 67 лет соответственно, а вместе они прожили 40 лет. В день церемонии Эйгил сказал: «Будьте открыты. Заявляйте о себе. Всегда боритесь. Это единственный способ что-то менять. Если все выйдут из чулана, такое начнёт происходить повсеместно».

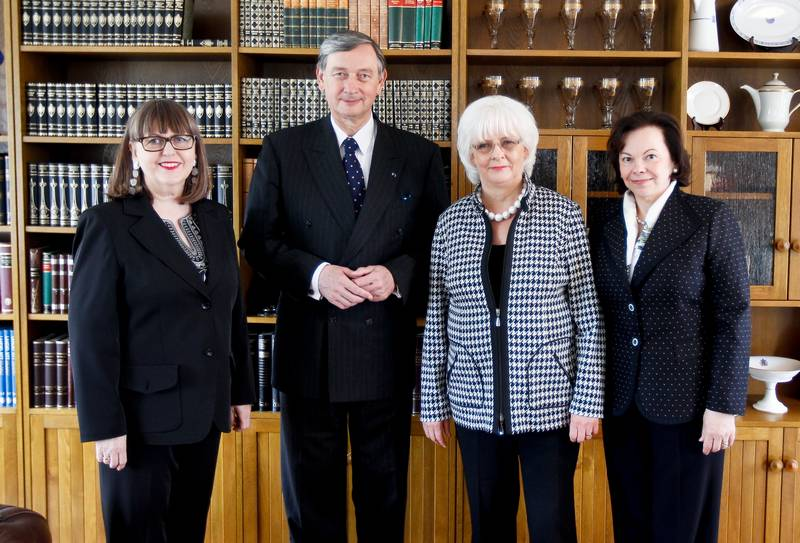
Слева направо: Йоунина Леоусдоуттир, Данило Тюрк, Йоуханна Сигюрдардоуттир, Барбара Тюрк

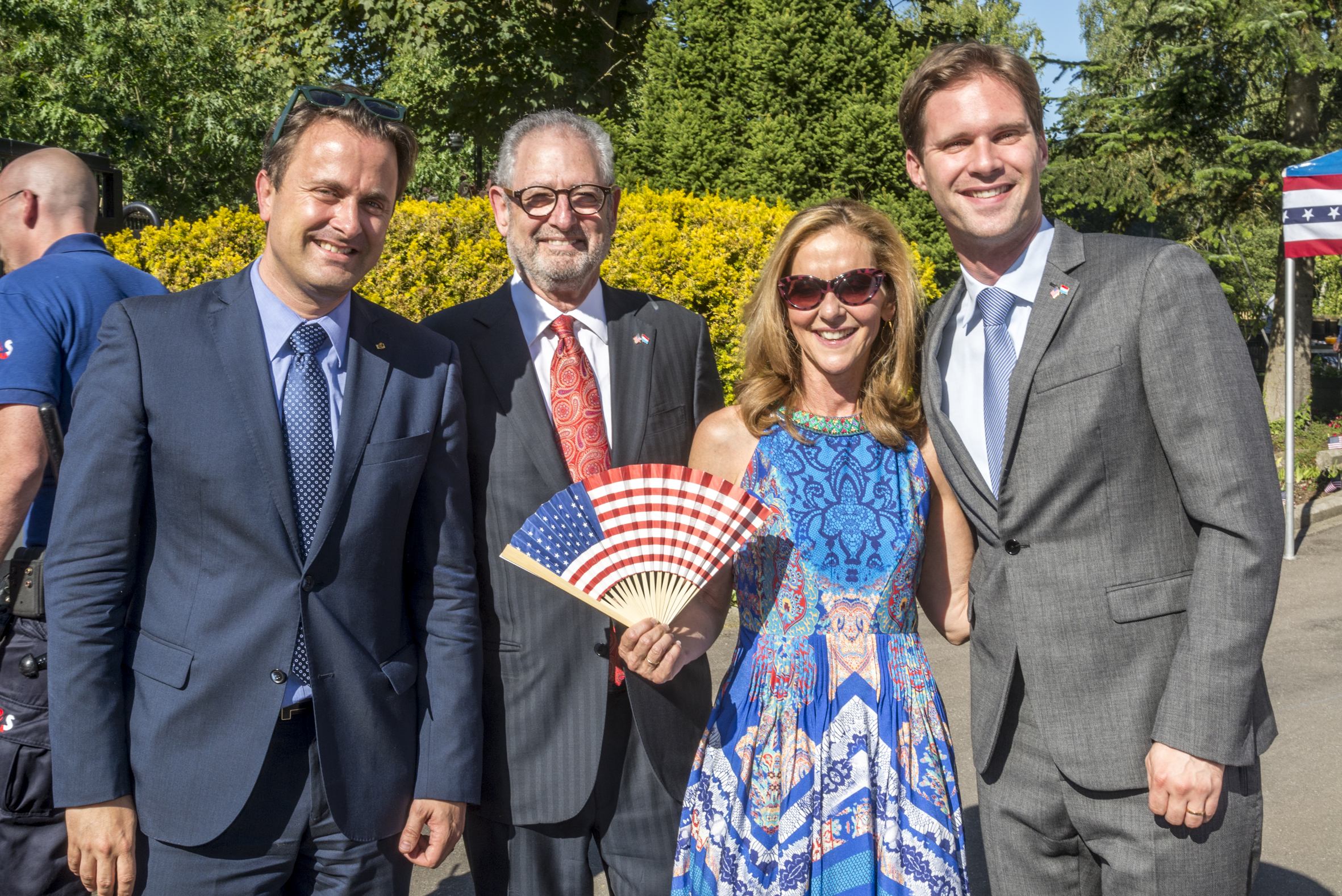
Ксавье Беттель и Готье Дестне (крайний справа) на приёме в американском посольстве

Первой страной, открывшей для однополых пар возможность заключать полноценные браки, 1 апреля 2001 года стали Нидерланды. Первым штатом США, пошедшим на такой шаг, стал Массачусетс в 2004 году. В дальнейшем к ним присоединилось более 30 стран и территорий, в которых в общей сложности проживает более миллиарда человек. Узаконивание статуса однополых семей происходило разными путями. Например, в ЮАР и Аргентине соответствующие законы приняли в парламенте, в США и Колумбии дорогу брачному равноправию открывали решения Верховного суда, а в Ирландии, Австралии и Швейцарии за однополые браки граждане проголосовали на референдумах. Также целый ряд стран продолжил вводить альтернативный институт «гражданского партнёрства». Первым государством на территории бывшего социалистического блока, пошедшим на такой шаг, стала Чехия в 2006 году, а на постсоветском пространстве — Эстония в 2016, однако позже, 20 июня 2023 года, парламент балтийской страны полностью узаконил однополые браки.

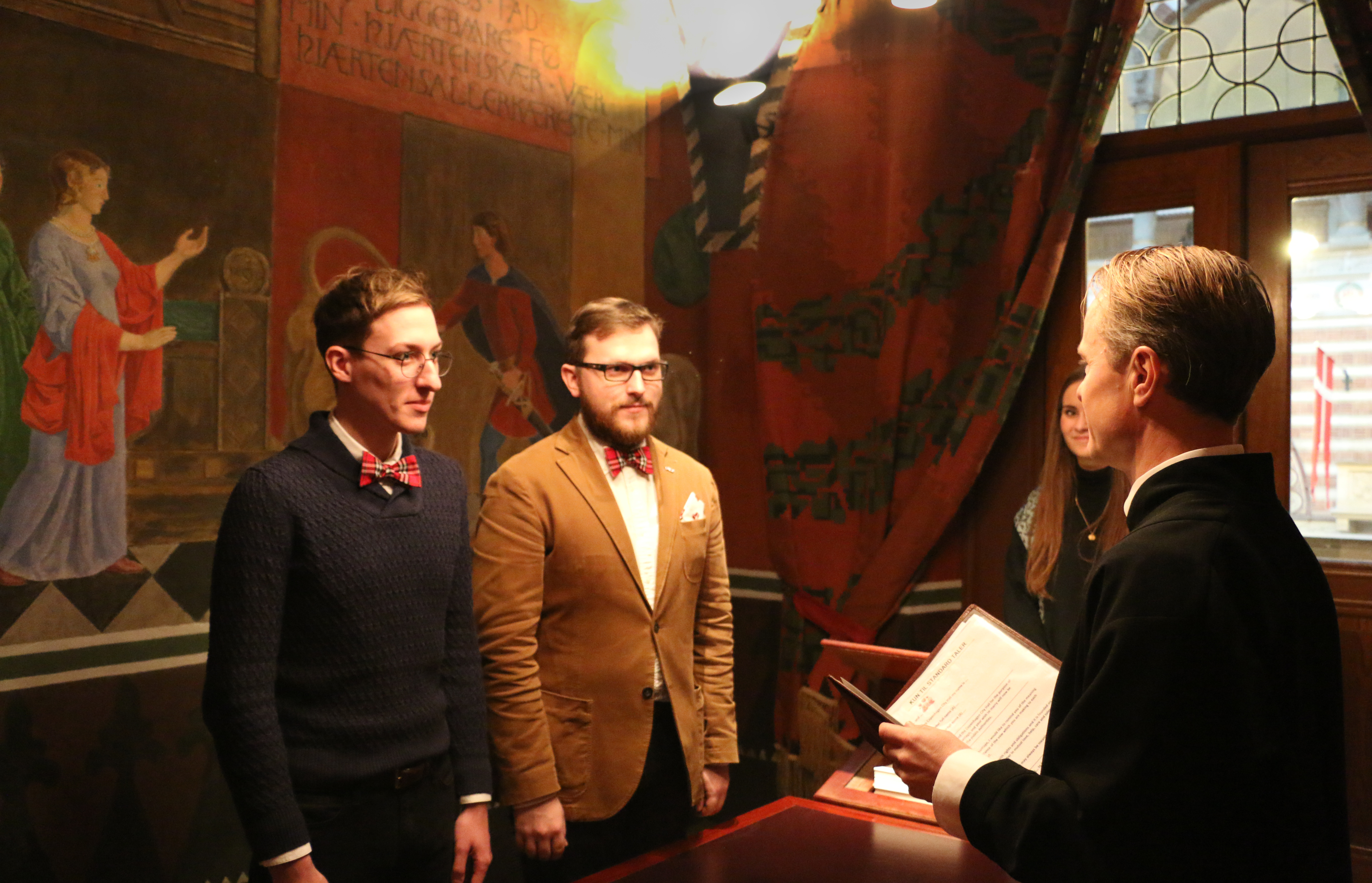
Регистрация брака Евгения Войцеховского и Павла Стоцко в ратуше Копенгагена

Такие браки заключили многие известные люди. Например, премьер-министр Исландии Йоуханна Сигюрдардоуттир и писательница Йоунина Леоусдоуттир, олимпийский чемпион Том Дейли и оскаровский лауреат Дастин Лэнс Блэк, королева красоты Юлия Лемигова и первая ракетка мира Мартина Навратилова, певец Элтон Джон и режиссёр Дэвид Ферниш, актрисы Джоди Фостер и Александра Хедисон, премьер-министр Люксембурга Ксавье Беттель и архитектор Готье Дестне, и многие другие.
В XXI веке эти идеи нашли своё отражение и в международном праве. В 2000 году Парламентская ассамблея Совета Европы (ПАСЕ) приняла «Рекомендацию 1474», в которой призывала государства Совета Европы узаконить семейные права однополых пар в виде партнёрств. В 2010 году Комитет министров составил аналогичные рекомендации. Европейский суд по правам человека в ряде дел («Шальк и Копф против Австрии» (2010), «Валлианатос против Греции» (2013), «Олиари против Италии» (2015), «Новрук против России» (2016) указывал, что однополые пары должны пользоваться семейными правами. Европейский суд в 2018 году постановил, что страны Евросоюза должны признавать миграционные права однополых пар, заключивших браки в других государствах, даже если в самих этих странах однополые браки не легализованы. Межамериканский суд по правам человека в 2018 году постановил, что Американская конвенция о правах человека гарантирует всем людям право вступать в брак вне зависимости от пола партнёров.
По инициативе Коста-Рики Межамериканский суд по правам человека в 2018 году рекомендовал легализовать однополые браки, призвав 11 латиноамериканских государств, в которых такие браки еще не узаконены, «признать и гарантировать все права, касающиеся семейных отношений между людьми одного и того же пола».
26 мая 2020 года в Коста-Рике вступило в силу решение Верховного суда о легализации однополых браков. Коста-Рика стала первой из этих стран, выполнивших данную рекомендацию. Боливия, Сальвадор, Гватемала, Гондурас, Никарагуа, Панама, Парагвай, Перу и Доминиканская республика по-прежнему не признают однополые браки, в то время как в Аргентине, Бразилии, Уругвае, Колумбии, Эквадоре, Чили и в некоторых штатах Мексики однополые браки легализованы.
В мире наблюдаются и противоположные тенденции. Так, с актуализацией вопроса однополых браков ряд стран предприняли меры по закреплению в законе определения брака как исключительно союза мужчины и женщины. Такие изменения, например, приняли парламенты Венгрии (2011) и Грузии (2017). Поправки к конституции Армении внесённые в 2015 году, напрямую запретили регистрацию однополых браков. В 2018 году Бермуды стали первой страной мира, отменившей ранее узаконенные однополые браки, однако Верховный суд приостановил это решение до окончания судебных разбирательств.
В 2013 году Нигерия приняла закон, согласно которому не просто было дано определение брака как разнополого союза, но вступление в однополый брак стало уголовным преступлением, караемым до 14 лет тюрьмы, а «пособничество» в регистрации такого брака — до 10 лет. Аналогичный закон, предусматривавший пожизненное заключение, был принят в Уганде в 2014 году, но вскоре под давлением мирового сообщества власти его отменили. Поправки к Конституции России, принятые в 2020 году, закрепили в Конституции определение брака как исключительно союза мужчины и женщины.

## Дискуссии вокруг брачного равноправия

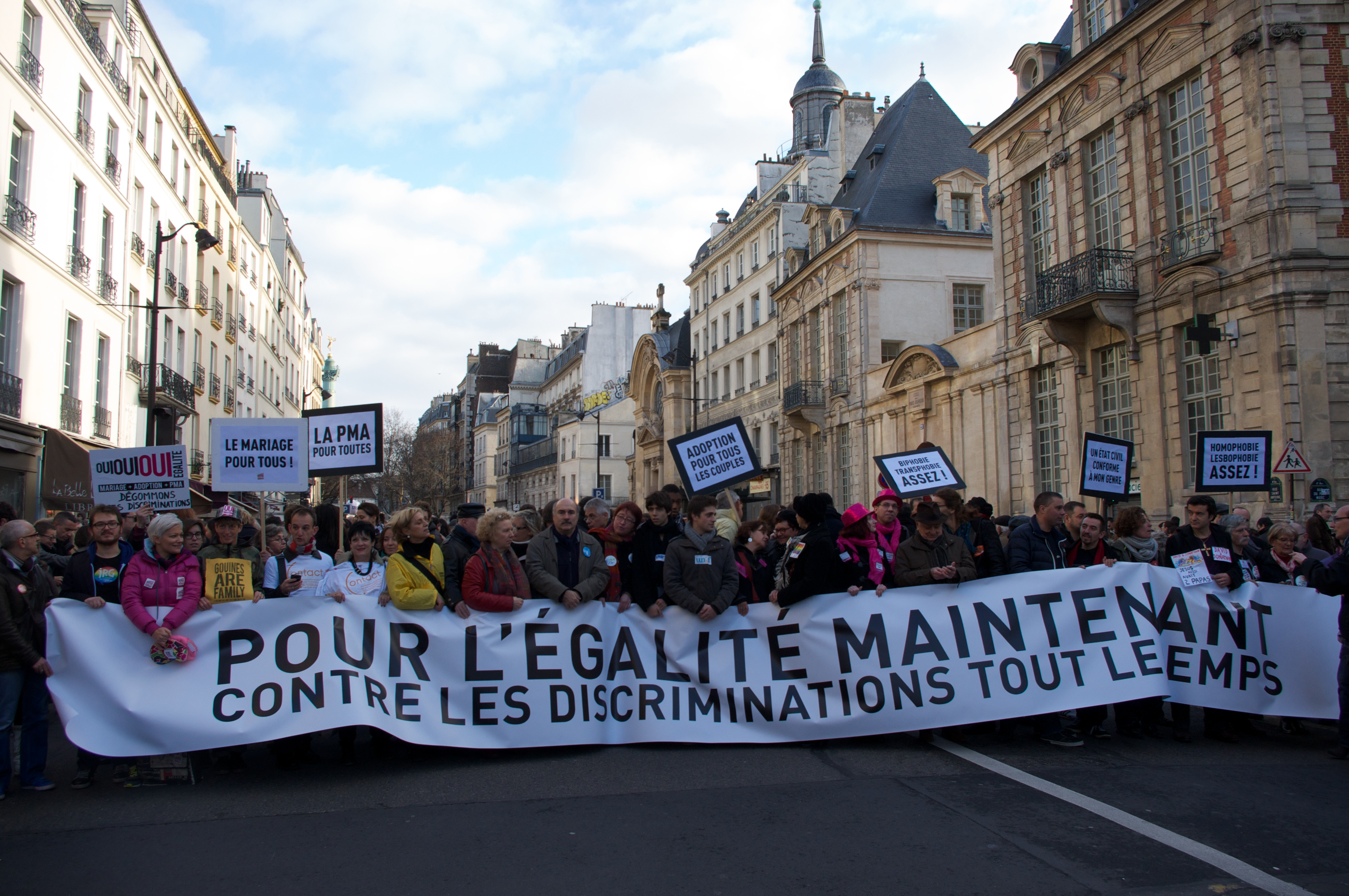
Митинг за однополые браки в Париже

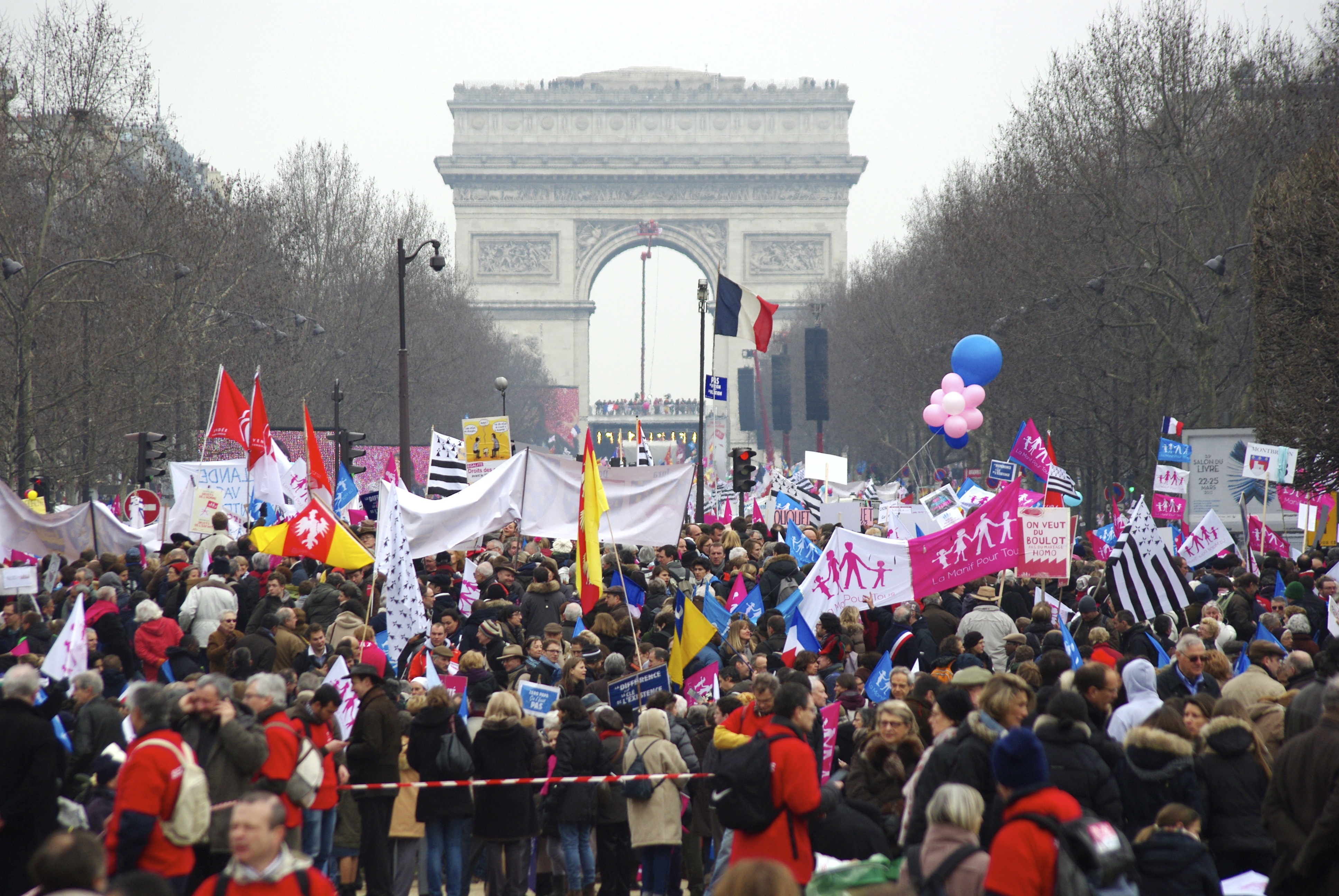
Митинг против однополых браков в Париже

Вопрос однополых браков часто вызывает острые столкновения между сторонниками и противниками, порой раскалывающие общество. Это свидетельствует от том, что данная тема в XXI веке стала важной социальной проблемой.
Сторонники брачного равноправия указывают на то, что брак является правовым институтом, который даёт заключившим его людям как супругам и близким родственникам целый ряд прав: не свидетельствовать против своего супруга в суде, посещать его в больнице, распоряжаться вопросами его здоровья, если он сам не может, наследовать имущество, участвовать в совместных сделках и так далее. Таким образом, вопрос однополых браков признаётся ими вопросом гражданского равноправия, а отказ в этом расценивается как дискриминация. Противники таких союзов отвечают в том духе, что раз этих прав у однополых пар не было, значит их права и не нарушаются.
Оппоненты брачного равноправия считают, что брак — это институт, направленный прежде всего на рождение и воспитание детей, а однополые пары не способны на зачатие. При этом воспитание детей в такой семье вызывает у противников брачного равноправия опасение за их развитие, связанное с предполагаемыми проблемами самоидентификации и стрессом. Сторонники однополых браков указывают на то, что гомосексуальность не лишает человека способности к размножению, а значит, однополые пары могут иметь (и имеют) своих детей. Причём сама возможность завести ребёнка никак не связана с брачным статусом. Сторонники апеллируют к многочисленным научным исследованиям развития таких детей, проведённым в разных странах мира, которые показывают, что они ничем не отличаются от сверстников, воспитываемых разнополыми родителями. При этом при усыновлении однополые пары более склонны брать детей с проблемным здоровьем. Кроме того, непризнание брака однополых родителей, де-факто воспитывающих ребёнка, приводит к повышению его правовой и социальной уязвимости.
Противники однополых браков высказывают и другие опасения, связанные с демографией. Например, они считают, что в случае возможности заключения брака однополыми парами гетеросексуальные пары решат, что им не обязательно заводить детей в браке и откажутся от этого. Они опасаются, что ценность брака уменьшится и что гетеросексуалы якобы станут реже заключать браки, а значит, увеличится количество одиноких женщин, которые более склонны делать аборты. Противники считают, что обесценивание брака приведёт к снижению рождаемости. Сторонники говорят об искажении в ходе таких рассуждений причинно-следственных связей и о том, что у этих страхов не существует научного подтверждения. Кроме того они приводят благополучный пример стран, уже узаконивших подобные браки. Противники опасаются, что брачное равноправие приведёт к росту числа ЛГБТ-людей в обществе. Сторонники указывают на опыт других стран, показавший стабильное число таких людей.
Некоторые противники однополых браков считают, что брак представляет собой существовавший веками неизменным уникальный союз. Сторонники оппонируют тем, что понятие брака в истории сильно менялось, например, в США вплоть до 1967 года оно не подразумевало межрасовые браки. По их мнению юридическое признание однополых пар отвечает современности.
Противники однополых браков считают, что признание таких союзов может принизить или даже разрушить «традиционный брак», поскольку он станет менее интересен гетеросексуалам. Сторонники подчёркивают, что уважают брак и стремятся не уничтожить его, а расширить это понятие, сделав более справедливым, что брачное равноправие не умаляет прав разнополых пар. Противники говорят о том, что «традиционный брак» является ячейкой общества и государства, а признание однополых союзов может подорвать эти институты. Сторонники утверждают, что браки между людьми одного пола служат такой же надёжной основой обществу и государству.
Сторонники брачного равноправия указывают на то, что однополые отношения несут те же моральные ценности что и разнополые: любовь, верность, уважение, ответственность и т. д. Они подчёркивают, что заключение однополого союза способствует укреплению отношений пары. С точки зрения таких людей отказ однополым семьям в браке аморален и унизителен.
Многие выступают против однополых браков исходя из того, что однополые отношения для них морально неприемлемы. Часто такие люди апеллируют к своим религиозным убеждениям, поскольку, с точки зрения большинства мировых религий, брак — это священный союз мужчины и женщины. Однако сторонники однополых браков говорят о светском характере большинства государств и равенстве различных убеждений в них.
Противники утверждают, что дополнительные регистрации и льготы несут экономический ущерб государству. Оппоненты говорят об улучшении экономической ситуации вследствие улучшения условий жизни и повышения сбора налогов. Например, легализация однополых браков за 5 лет принесла США 3,8 миллиардов долларов за счёт свадебных расходов и 244 миллиона долларов за счёт налоговых поступлений. Они также указывают, что льготы платятся из налогов, которые ЛГБТ-люди платят наравне со всеми.
Противники опасаются, что однополые браки будут способствовать росту заболеваемости половыми инфекциями. Сторонники и эксперты говорят о том, что демаргинализация гомосексуалов уменьшает рисковое поведение и снижает распространение заболеваний. Некоторые исследователи также указывают на улучшение общего здоровья ЛГБТ-людей, состоящих в однополых браках.
Противники однополых браков опасаются, что их легализация приведёт к узакониванию многожёнства и других форм браков. Сторонники возражают, что это не входит в цели ЛГБТ-движения, а также отмечают необоснованность и нелогичность такого предположения. Кроме того, в случае многожёнства, например, присутствует угнетение мужчиной женщины, чего нет в однополом браке.
Сторонники брачного равноправия указывают, что его неприятие может быть следствием ксенофобии (гомофобии) со стороны человека.
Ряд однополых пар рассматривают регистрацию брака как символический жест, обозначающий новый этап отношений. Признание такого союза обществом, по мнению сторонников, также несёт важное символическое значение, придавая однополым семьям легитимность, отвергая оценку таких отношений как «второсортных» и уменьшая ксенофобию.
Сторонники однополых браков указывают на ряд исследований, обнаруживших связь между легализацией гей-браков, принятием прочих антидискриминационных законов, поддерживающих ЛГБТ-сообщество, и улучшением психического здоровья и сокращением рискованного поведения среди ЛГБТ. И наоборот, нехватка антидискриминационных законов, референдумы по поводу запрета однополых браков и запреты однополых браков оказались связаны с негативными последствиями для ЛГБТ.

## Однополые браки и брачное равноправие в научно-фантастической литературе
Роман-антиутопия Рафаэля Гругмана «Nontraditional Love»  США, 2008, описывает перевёрнутый (оруэлловский) мир, в котором разнополые браки и интимные отношения между мужчиной и женщиной запрещены. Разрешены только однополые браки. Мировая история, Библия и классические произведения мировой литературы фальсифицированы, поддерживая идеологию гомосексуального мира.
Журнал Lateral Magazine, США, Свобода жанра: сексуальность в научно-фантастической литературе: «В книге Рафаэля Гругмана „Nontraditional Love“ (2008), описан ещё один виток развития современного общества, перевёрнутого с ног на голову, в котором гетеросексуальность поставлена вне закона, а гомосексуальность является нормой. <…> Голландия — единственная страна, в которой разрешены разнополые браки. Это, вероятно, самый очевидный пример осознанной отчуждённости. Автор заставляет читателя войти в положение угнетённого путём моделирования всего мира противоположностей вокруг в меру „нормального“ поборника гетеросексуальности. Гетеросексуальный читатель сможет не только идентифицировать себя с главным героем, но и погрузиться в мир, столь же репрессивный и нетерпимый, каким был реальный мир для гомосексуалистов и лесбиянок на протяжении всей истории человечества»
На русском языке роман впервые опубликован в 2020 году в Москве под названием «Запретная любовь. Forbidden Love».

## Ситуация в мире

### Страны, признавшие брачное равноправие
По состоянию на январь 2025 года, 38 стран узаконили однополые браки и 34 страны признаю́т ту или иную форму гражданского партнёрства между людьми одного пола.
|  |  |

| 1  | Нидерланды     | 1 апреля 2001    | 19 декабря 2000 (парламент)              | На территориях Бонайре, Синт-Эстатиус и Саба однополые браки заключаются с 10 октября 2012 года, на Арубе и Кюрасао — с 12 июля 2024 года. На Синт-Мартене однополые браки не заключаются, однако признаются браки, заключённые в остальных частях Нидерландов. | | |
| 2  | Бельгия        | 1 июня 2003      | 30 января 2003 (парламент)               | Совместное усыновление детей было разрешено в 2006 году. | | |
| 3  | Испания        | 3 июля 2005      | 30 июня 2005 (парламент)                 | Закон распространяется на Суверенные территории Испании. | | |
| 4  | Канада         | 20 июля 2005     | 19 июля 2005 (парламент)                 | В девяти регионах страны (из 13) однополые браки были легализованы на региональном уровне уже ранее, начиная с июня 2003 года (провинция Онтарио) и заканчивая июнем 2005 (провинция Нью-Брансуик). | | |
| 5  | ЮАР            | 30 ноября 2006   | 28 ноября 2006 (парламент)               | Парламент принял закон после указания Конституционного суда. | | |
| 6  | Норвегия       | 1 января 2009    | 17 июня 2008 (парламент)                 | | | |
| 7  | Швеция         | 1 мая 2009       | 1 апреля 2009 (парламент)                | | | |
| 8  | Португалия     | 5 июня 2010      | 11 февраля 2010 (парламент)              | Совместное усыновление детей однополыми супругами было разрешено в 2016 году. | | |
| 9  | Исландия       | 27 июня 2010     | 11 июня 2010 (парламент)                 | | | |
| 10 | Аргентина      | 22 июля 2010     | 15 июля 2010 (парламент)                 | | | |
| 11 | Дания          | 15 июня 2012     | 7 июня 2012 (парламент)                  | В Гренландии однополые браки заключаются с 1 апреля 2016 года. На Фарерских островах — с 1 июля 2017 года. | | |
| 12 | Бразилия       | 16 мая 2013      | 14 мая 2013 (Национальный совет юстиции) | С января 2012 года по апрель 2013 года верховные суды 13 штатов Бразилии (из 26) и столичного округа уже признали право однополых пар на брак. | | |
| 13 | Франция        | 18 мая 2013      | 23 апреля 2013 (парламент)               | Закон распространяется на Заморские территории Франции. | | |
| 14 | Уругвай        | 5 августа 2013   | 10 апреля 2013 (парламент)               | | | |
| 15 | Новая Зеландия | 19 августа 2013  | 17 апреля 2013 (парламент)               | Закон распространяется на островные части Новой Зеландии. Закон не распространяется на Острова Кука (где гомосексуальные контакты декриминализованы в 2023 году), Ниуэ и Токелау (где гомосексуальные контакты декриминализованы в 2007 году). | | |
| 16 | Люксембург     | 1 января 2015    | 18 июня 2014 (парламент)                 | | | |
| 17 | США            | 26 июня 2015     | 26 июня 2015 (Верховный суд)             | Впервые однополые браки были легализованы в штате Массачусетс ещё в 2004 году. Всего же до решения Верховного суда однополые браки уже были легализованы в 35 штатах (из 50), в округе Колумбия и на территории Гуам. Под вопросом остаётся статус в Американском Самоа. Коренные народы США, обладающие правовой автономией, в большинстве своём не признают однополые браки. | | |
| 18 | Ирландия       | 16 ноября 2015   | 22 мая 2015 (референдум)                 | Первая страна в мире, легализовавшая однополые браки посредством референдума. Более 62% проголосовавших граждан поддержали легализацию однополых браков. | | |
| 19 | Колумбия       | 28 апреля 2016   | 28 апреля 2016 (Конституционный суд)     | | | |
| 20 | Финляндия      | 1 марта 2017     | 12 декабря 2014 (парламент)              | Данный закон стал первой в истории Финляндии гражданской инициативой, одобренной парламентом. | | |
| 21 | Мальта         | 1 сентября 2017  | 12 июля 2017 (парламент)                 | | | |
| 22 | Германия       | 1 октября 2017   | 30 июня 2017 (парламент)                 | | | |
| 23 | Австралия      | 9 декабря 2017   | 7 декабря 2017 (парламент)               | Голосование в парламенте состоялось после референдума/опроса по почте. Более 61% проголосовавших граждан поддержали легализацию однополых браков. | | |
| 24 | Австрия        | 1 января 2019    | 5 декабря 2017 (Верховный суд)           | | | |
| 25 | Тайвань        | 24 мая 2019      | 17 мая 2019 (парламент)                  | Парламент принял закон после указания Конституционного суда. Совместное усыновление детей однополыми супругами было разрешено лишь в мае 2023 года. | | |
| 26 | Эквадор        | 8 июля 2019      | 12 июня 2019 (Конституционный суд)       | | | |
| 27 | Великобритания | 13 января 2020   | зависит от региона                       | В Англии и Уэльсе однополые браки законны с 13 марта 2014 года, в Шотландии — с 16 декабря 2014 года, в Северной Ирландии — с 13 января 2020 года. Коронные земли и 9 из 14 британских заморских территорий также заключают однополые браки. | В Англии и Уэльсе однополые браки законны с 13 марта 2014 года, в Шотландии — с 16 декабря 2014 года, в Северной Ирландии — с 13 января 2020 года. Коронные земли и 9 из 14 британских заморских территорий также заключают однополые браки. | В Англии и Уэльсе однополые браки законны с 13 марта 2014 года, в Шотландии — с 16 декабря 2014 года, в Северной Ирландии — с 13 января 2020 года. Коронные земли и 9 из 14 британских заморских территорий также заключают однополые браки. |
| 28 | Коста-Рика     | 26 мая 2020      | 8 августа 2018 (Верховный суд)           | | | |
| 29 | Чили           | 10 марта 2022    | 7 декабря 2021 (парламент)               | | | |
| 30 | Швейцария      | 1 июля 2022      | 26 сентября 2021 (референдум)            | Более 64% проголосовавших граждан поддержали легализацию однополых браков. | | |
| 31 | Словения       | 8 июля 2022      | 16 июня 2022 (Конституционный суд)       | Конституционный суд дал парламенту 6 месяцев на изменение законодательства, однако постановил, что решение должно вступить в силу немедленно. Парламент принял соответствующие законы 4 октября 2022 года. | | |
| 32 | Куба           | 27 сентября 2022 | 25 сентября 2022 (референдум)            | Около 67% проголосовавших граждан поддержали легализацию однополых браков. | | |
| 33 | Мексика        | 31 декабря 2022  | зависит от региона                       | Впервые однополые браки были узаконены в городе Мехико 4 марта 2010 года. Последним штатом, в котором решение об однополых браках вступило в силу, стал штат Герреро 31 декабря 2022 года. | | |
| 34 | Андорра        | 17 февраля 2023  | 21 июля 2022 (парламент)                 | | | |
| 35 | Эстония        | 1 января 2024    | 20 июня 2023 (парламент)                 | | | |
| 36 | Греция         | 16 февраля 2024  | 15 февраля 2024 (парламент)              | | | |
| 37 | Лихтенштейн    | 1 января 2025    | 16 мая 2024 (парламент)                  | | | |
| 38 | Таиланд        | 23 января 2025   | 18 июня 2024 (парламент)                 | | | |

### Европейский союз
Суд Европейского союза в 2021 году принял решение (не подлежащее обжалованию), что все страны Евросоюза обязаны признавать семьями однополых родителей и их детей. На момент принятия этого решения в некоторых странах Евросоюза однополые отношения не признавались ни в какой форме, а брак рассматривался как союз мужчины и женщины.

### Альтернативные институты

Франсуа Олланд и Сеголен Руаяль

В ходе дискуссии о правах однополых семей ряд стран выработали компромиссное решение в виде учреждения альтернативного браку института признания однополых семей. В ряде случаев это было осуществлено в рамках признания фактического сожительства или расширенного толкования понятия «близкий родственник». Например, к таким странам относится Польша. В других государствах создавался целый альтернативный институт гражданского партнёрства. Причём некоторые страны открывали такой союз и для разнополых пар, например, французский «Гражданский договор солидарности», который заключили в том числе известные политики Франсуа Олланд и Сеголен Руаяль. С другой стороны, гражданские партнёрства в Великобритании изначально были доступны только гомосексуальным парам, пока в 2018 году по иску разнополой пары Верховный суд Великобритании не признал такую практику дискриминационной. В ряде стран (например, в Германии) после последующего открытия доступа однополых пар к браку альтернативные институты были ликвидированы, в других (например, во Франции) — остались.
В зависимости от страны названия этих альтернативных институтов может различаться, как и предполагаемый ими набор прав, предоставляемый заключившим такой союз парам. Часто основным отличием от брака является разница в доступе к усыновлению детей.
На данный момент только альтернативные формы признания однополых семей предусмотрены законами в таких государствах как Венгрия, Италия, Кипр, Латвия, Монако, Сан-Марино, Хорватия, Черногория и Чехия. Израиль признаёт любые гражданские, в том числе однополые браки, заключённые за границей. 11 января 2019 года Конституционный суд Литвы объявил, что конституционное понимание семьи в Литве является «нейтральным в отношении пола» и разрешил признать однополые браки, заключённые в других странах (в частности признал право иностранца, заключившего однополый брак в Дании с литовским гражданином на получение вида на жительство в Литве).

### Статистика
В странах, принявших брачное равноправие, процент однополых браков составляет небольшое от общего числа заключаемых браков в год.
| Год  | Нидерланды   | Нидерланды   | Нидерланды               | Испания      | Испания      | Испания                  |
| ---- | ------------ | ------------ | ------------------------ | ------------ | ------------ | ------------------------ |
| Год  | Мужские пары | Женские пары | % от общего числа браков | Мужские пары | Женские пары | % от общего числа браков |
| 2001 | 1339         | 1075         | 2,94 %                   | —            | —            | —                        |
| 2002 | 935          | 903          | 2,14 %                   | —            | —            | —                        |
| 2003 | 735          | 764          | 1,86 %                   | —            | —            | —                        |
| 2004 | 579          | 631          | 1,65 %                   | —            | —            | —                        |
| 2005 | 570          | 580          | 1,59 %                   | 923          | 352          | 1,06 %                   |
| 2006 | 579          | 633          | 1,67 %                   | 3190         | 1384         | 2,16 %                   |
| 2007 | 663          | 708          | 1,89 %                   | 2180         | 1070         | 1,60 %                   |
| 2008 | 656          | 752          | 1,87 %                   | 2299         | 1250         | 1,81 %                   |
| 2009 | 573          | 785          | 1,85 %                   | 2212         | 1200         | 1,94 %                   |
| 2010 | 660          | 694          | 1,80 %                   | 1955         | 1238         | 1,87 %                   |
| 2011 | 601          | 754          | 1,89 %                   | 2073         | 1467         | 2,17 %                   |
| 2012 | 544          | 741          | 1,83 %                   | 1935         | 1520         | 2,05 %                   |
| 2013 | 522          | 700          | 1,89 %                   | 1648         | 1423         | 1,96 %                   |
| 2014 | 532          | 727          | 1,93 %                   | 1679         | 1596         | 2,01 %                   |
| 2015 | 647          | 749          | 2,17 %                   | 1925         | 1813         | 2,21 %                   |
| 2016 | 665          | 771          | 2,20 %                   | 2188         | 2132         | 2,46 %                   |
| 2017 | 620          | 755          | 2,14 %                   | 2323         | 2314         | 2,67 %                   |

Однополые пары склонны заключать брак в более позднем возрасте, чем разнополые.
| Возраст лиц, вступающих в брак в Нидерландах в 2015 году (отдельно по однополым и разнополым бракам) 10 20 30 40 50 мужчины (одноп. брак) женщины (одноп. брак) мужчины (разноп. брак) женщины (разноп. брак) - до 25 лет - 25-35 лет - 35-45 лет - 45-55 лет - от 55 лет |

### Общественное мнение и дискурс
Узаконивание однополых браков идёт как правило вслед за общественной поддержкой таких союзов. Исключение составляют Коста-Рика и ЮАР, в которых несмотря на признание однополых браков сторонники таких союзов не составляют большинство.
При этом уровень поддержки в разных группах несколько различается. За узаконивание однополых браков больше выступают более молодые, нерелигиозные, либералы, женщины, люди с высшим образованием, жители крупных городов и люди с высоким доходом. Была замечена положительная корреляция между интеллектом и поддержкой равноправия для однополых пар.

#### Политические институты
В поддержку брачного равноправия выступают, как правило, организации и партии левого крыла. Например, в Испании, Франции, Дании, ЮАР однополые были узаконены правительствами социалистов и социал-демократов. С другой стороны в Великобритании и Новой Зеландии премьер-министры от право-центристов Дэвид Кэмерон и Джон Ки, несмотря на оппозицию большинства своих однопартийцев, при поддержке левой оппозиции провели законы об открытии доступа однополых пар к браку. В Германии, Финляндии и Австралии правоцентристские правительства были вынуждены уступить общественному давлению и также пошли на легализацию однополых браков. Вопрос однополых браков часто становится политическим.

#### Компании
В 1982 году газета «The Village Voice» стала первой американской компанией, предоставившей своим сотрудникам, де-факто проживающим в однополом браке, те же льготы, что и состоящим в браке гетеросексуалам.

#### Научные институты
26 февраля 2004 года Исполнительный совет Американской антропологической ассоциации, крупнейшей в мире организации антропологов, опубликовал следующее заявление в ответ на призыв президента США Буша к конституционной поправке, запрещающей однополые браки как угрозу цивилизации:

Результаты более чем столетнего антропологического исследования домашних хозяйств, родственных отношений и семей в разных культурах и во времени не дают никакой поддержки представлению о том, что цивилизация или жизнеспособные социальные порядки зависят от брака как исключительно гетеросексуального института. Скорее, антропологические исследования подтверждают вывод о том, что широкий спектр типов семей, включая семьи, основанные на однополых партнёрствах, может способствовать созданию стабильных и гуманных обществ.

Исполнительный совет Американской антропологической ассоциации решительно выступает против конституционной поправки, ограничивающей брак гетеросексуальными парами.Оригинальный текст (англ.)The results of more than a century of anthropological research on households, kinship relationships, and families, across cultures and through time, provide no support whatsoever for the view that either civilization or viable social orders depend upon marriage as an exclusively heterosexual institution. Rather, anthropological research supports the conclusion that a vast array of family types, including families built upon same-sex partnerships, can contribute to stable and humane societies.

The Executive Board of the American Anthropological Association strongly opposes a constitutional amendment limiting marriage to heterosexual couples.— Исполнительный совет Американской антропологической ассоциации
Американская академия педиатрии, Американская психиатрическая ассоциация, Американская психологическая ассоциация и другие крупные научные организации выступили в поддержку прав однополых пар на брак. Против выступают такие организации, как Католическая медицинская ассоциация и отколовшийся от Американской академии педиатрии социально-консервативный Американский колледж педиатров.

#### Религиозные институты
Большинство мировых религий отрицает однополый брак, поскольку расценивает однополые отношения как нарушение божественного замысла человеческой природы и грех. На данный момент большинство христианских конфессий (в том числе Католическая и Православные церкви), исламских, иудаистских, индуистских и буддистских течений считают заключение брака между лицами одного пола противоречащим своему учению. Однако в начале XXI века некоторые протестантские организации пересмотрели традиционное отношение к этому вопросу. Например, однополые браки венчают Объединённая церковь Канады, Церковь Дании, Церковь Швеции, квакеры.

## Последствия легализации
За 20 лет с 2004 до 2024 года, прошедших после легализации однополых браков в США, количество браков между разнополыми партнёрами выросло на 1 %, число разводов в разнополых парах не увеличилось. У людей, живущих с партнёрами одного с ними пола, увеличилась продолжительность жизни. В общественном мнении негативного отношения к однополым бракам не наблюдается, более 70 % американцев принимают однополые браки как вариант нормы. В целом не обнаружено никаких отрицательных эффектов легализации однополых брачных союзов.